# Га (літера)

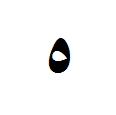
Ізольована форма літери

Га (араб. هاء‎‎‎‎‎; га̄’) — двадцять шоста літера арабської абетки, позначає звук [h].
В ізольованій позиції га має вигляд ه; в кінцевій — ـه; в серединній — ـهـ; в початковій — هـ;
Га належить до місячних літер.
Літері відповідає число 5.
В перській мові ця літера має назву «га-є гавваз» (перс. هاى هَوَّز‏) або «га-є модаввар», звучить як [h].

## В юнікоді
| Юнікод         | U+0647            |
| Ім'я в юнікоді | ARABIC LETTER HEH |
| HTML           | &#1607;           |
| ISO 8859-6     | 0xe7              |